# Lambrugo
Lambrugo est une commune italienne de la province de Côme dans la région Lombardie en Italie.

## Administration
| Période                                  | Période | Identité | Étiquette | Qualité |
| ---------------------------------------- | ------- | -------- | --------- | ------- |
|                                          |         |          |           |         |
| Les données manquantes sont à compléter. |         |          |           |         |

### Hameaux
Momberto, Galletto, Cascina Giulia, Resegone

### Communes limitrophes
Costa Masnaga, Inverigo, Lurago d'Erba, Merone, Nibionno